# قرش سجاد عربي
قرش سجاد عربي أو قرش السجاد العربي (الاسم العلمي: Chiloscyllium arabicum) هو نوع من سمك قرش السجاد التي تسكن الشعب المرجانية.